# 안도라 (테루엘주)

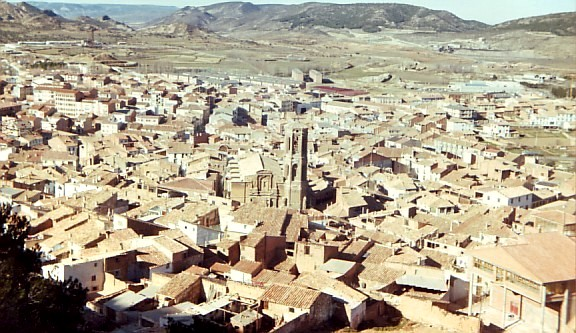
안도라

안도라(스페인어: Andorra)는 스페인 아라곤 지방 테루엘 주에 위치한 도시로 면적은 141.36km2, 높이는 714m, 인구는 8,065명(2015년 기준), 인구 밀도는 57명/km2이다. 안도라시에라데아르코스(Andorra-Sierra de Arcos) 코마르카(Comarca)의 중심 도시이며 도시의 주요 산업은 광업이다.

시 문장